# 錦町 (仙台市)
錦町（にしきちょう）は、宮城県仙台市青葉区の町丁。郵便番号は980-0012。住民基本台帳に基づく人口は3,249人、世帯数は1,967世帯（2025年4月1日現在）。現行行政地名は錦町一丁目および錦町二丁目であり、全域で住居表示を実施している。旧仙台市錦町。古くは長丁（ながちょう）と呼ばれた地域である。

## 地理
錦町は仙台市都心部の北側にあり、1丁目と2丁目からなる。東側が宮町、北側が上杉、西側が本町、南側が本町と花京院である。
宮城県庁や国の出先機関が集中する本町地区に隣接するため、愛宕上杉通および定禅寺通の大通りに面する部分にはオフィスやマンションが多い。一方、ブロック内の道路は狭く、ほとんどが一方通行である。地区内には仙台市役所錦町庁舎、仙台外記丁団地などがある。
かつて、みやぎ婦人会館があったが2010年（平成22年）に宮城野区榴ケ岡の旧宮城県立図書館3階へ移転し、錦町の会館は取り壊された。また、NHK仙台放送局があったが2018年（平成30年）2月に本町のホテル仙台プラザ跡地へ移転した。
なお、錦町公園があるが、これの所在地は本町である。

### 地価
住宅地の地価は、2014年（平成26年）1月1日の公示地価によれば、錦町1-1-30の地点で23万7000円/m2となっている。宮城県内で最も地価が高い。

## 歴史

住居表示実施以前の錦町は、おおよそ定禅寺通のうち東五番丁より東側の部分と、さらに東の東六番丁付近まで続くものだった。

現在の定禅寺通のうち東側部分と、その東側に続く細い道の沿道は、かつて長丁と呼ばれた。これが1935年（昭和10年）に錦町に改称された。1970年（昭和45年）には住居表示が施行され、錦町は街区の名称となった。

### 長丁
藩政期には長丁と呼ばれ、西端を同心町通、東端を東六番丁通とする道路名として用いられた。また、町名としては、東六番丁の西側を東六番丁と並走する新小路あるいは新名懸丁より西側の沿道のみで用いられたようである。仙台の城下町では、侍町は「丁」（ちょう）、町人町は「町」（まち）と表記・呼称したため、長丁は侍町として武士が住んだ（参照）。
長丁は仙台上町段丘面にあり、それより一段低い仙台中町段丘面に城下町の中心地（奥州街道筋の国分町・南町と大町筋とが交差する芭蕉の辻など）が広がっている。両段丘面の間には、南西方向に凸の弧状をした標高差のある段丘崖が概ね現在の勾当台地区から宮城野橋（X橋）付近まで続いており、崖下には東三番丁通と元寺小路が、崖上には寺社地が、寺社地の裏手には外記丁と花京院通が、その弧状地形に沿って3つの帯状地帯として連なっていた。長丁から崖下の城下町へ行くには、長丁西端で直交する同心町通を北上して北一番丁通に出て、外記丁や定禅寺などの北側を迂回するか、あるいは、同心町通を南下して大仏前（おぼとけまえ）で崖を下り、大仏前と東三番丁と元寺小路がつくる変則五叉路に出る必要があった。
奥羽越列藩同盟の盟主だった仙台藩は、戊辰戦争の敗北によって大幅な減封処分を受け（参照1・参照2）、1871年（明治4年）の廃藩置県により消滅した。すると勾当台地区では、藩の財政的裏付けがなくなった藩校の養賢堂が仙台県庁（のちに宮城県庁）に転用され（参照）、1873年（明治6年）には旧養賢堂敷地内に宮城師範学校も設置された（その後、外記丁との間で数度移転）。また、藩消滅と廃仏毀釈から廃寺となった定禅寺の跡地も1877年（明治10年）に仙台鎮台病院（→仙台衛戍病院→仙台陸軍病院と改称）になり、1881年（明治14年）には旧養賢堂敷地内に宮城書籍館、1885年（明治18年）には勾当台通を挟んだ旧養賢堂敷地内に仙台区の区役所庁舎（のちの仙台市役所）も設置された。
明治中期になると、旧定禅寺付近の段丘崖が開削され、崖下の定禅寺通東端と崖上の長丁の西端とを結ぶ道路が新設された。これで公的施設が集積する勾当台地区との連絡が良くなった長丁は、かつての侍町から商店街へと変貌した（1894年（明治27年）に遊廓が常盤丁から小田原に移転したため、長丁および北一番丁は、勾当台地区と遊郭とを結ぶ道ともなった。国分町 (仙台市)#歴史参照）。
なお、長丁の東端は東六番丁で終わり、そのすぐ近くから東へ小田原長丁通が延びていた。仙台城の城下町では「○○通」は「○○に通じる道」という意味であったから、小田原長丁通は「長丁に通じる小田原の道」という意味である。

### 錦町への改称
1915年（大正4年）2月1日、広瀬川南岸の旧奥州街道・長町宿を継承した名取郡茂ヶ崎村が町制を施行して長町（ながまち）と称し、1928年（昭和3年）4月1日には仙台市に編入合併された。これにより、市内に「仙台市長丁」と「仙台市長町」という紛らわしい町名が存在することになった。長町には、1894年（明治27年）に日本鉄道（現JR東北本線）に設置された長町駅があり、1914年（大正3年）には秋保石材軌道（のちの秋保電気鉄道）の長町駅が開業するなど、長丁よりも知名度が高く、郵便物の誤配が発生したり、荷物が誤って長町駅留めにされたまま放置されたりするなど混乱した。
1920年代の仙台市電建設に伴い、定禅寺通および長丁は勾当台通から光禅寺通までの区間で拡幅され、長丁には1927年（昭和2年）に循環線の光禅寺通停留場が設置された。1930年代に入ると、長町線が延長されては次々電停が造られるようになり、1936年（昭和11年）には長町駅前に乗り入れとなった。このような中、1935年（昭和10年）に長丁は長町との紛らわしさ解消のため新町名を市民から募集し、一等になった「錦町」（にしきちょう）を町名に採用した。また、光禅寺通停留場も錦町停留場に改称した。
戦後復興期には仙台市復興局により戦災復興事業が行われ、上杉山通と日吉丁との間に道路が新設された。これにより、錦町の西端はこの新道になった。この新道はのちに愛宕上杉通と名付けられた。

### 住居表示実施以後
1970年（昭和45年）2月1日、道路名を沿道の町名にも用いる方式から、道路に囲まれたブロックごとに町名を付ける街区方式に変更する住居表示が仙台市都心部に施行された。南を旧来の錦町の通り、東を新小路、北を北一番丁通、西を愛宕上杉通で囲まれるブロックが錦町とされた。また、光禅寺通を境に西側が1丁目、東側が2丁目とされた。これにより、旧来の錦町の南側は本町などになり、北側のみが錦町になった。また、ブロック内に含まれた新小路、二本杉通、空堀町、光禅寺通、中杉山通、同心町通、外記丁、六軒丁、長刀丁、長刀横丁、北一番丁の全部あるいは一部が錦町に含まれることになった。
1982年（昭和57年）、仙台市の道路愛称命名事業により、光禅寺通・駅前通との交差部より西側の区間は定禅寺通と命名された。一方、東側の区間に愛称は付いていない。

## 世帯数と人口
2025年（令和7年）4月1日現在の世帯数と人口は以下の通りである。
| 丁目      | 世帯数    | 人口    |
| --------- | --------- | ------- |
| 錦町1丁目 | 1,289世帯 | 2,103人 |
| 錦町2丁目 | 655世帯   | 1,114人 |
| 計        | 1,944世帯 | 3,217人 |